# Calyptra bicolor
Calyptra bicolor là một loài bướm đêm thuộc họ Noctuidae. Loài này có ở Ấn Độ.